# Nikita Ramic
 (octobre 2019).
Pour les articles homonymes, voir Ramic.
Nikita Ramic est un pianiste français, né à Vranje le 23 août 1993.

## Biographie
Nikita Ramic nait à Vranje en Serbie dans une famille qui cultive une longue tradition pour la musique. Il grandit dans une famille d’artistes et commence le piano dès l’âge de trois ans grâce à l’enseignement de sa mère pianiste, élève de Evgeny Lieberman (lui-même élève du légendaire pédagogue Heinrich Neuhaus). Son père, virtuose, obtient le 1er Prix d’accordéon au Concours International de Venise en 1984.
Avec sa famille Nikita Ramic quitte la Serbie pour la France et s’inscrit au Conservatoire à rayonnement régional de Rueil-Malmaison, dans la classe de Denis Pascal. À 16 ans après avoir obtenu trois premiers prix (1er Prix de Piano à l’Unanimité du Jury et 1er Prix d’Excellence, 1er Prix de Musique de Chambre à l’Unanimité du Jury) Nikita Ramic se perfectionne avec Henri Barda à l'École normale de musique de Paris, et reçoit un soutien de la Fondation Zaleski. Parallèlement il travaille avec Lilya Zilberstein à Weimar et à l’Académie musicale Chigiana de Sienne en Italie.
A Paris il a l’occasion de se produire au Palais d'Iéna, Salle Gaveau, à la Salle Cortot, au Centre Rachi-Guy de Rothschild. Il joue le Concerto pour piano nº 5 de Saint-Saëns avec orchestre à la Mairie du 4e arrondissement de Paris. Il  joue un concert évènement pour l’anniversaire du parfumeur Jean-Paul Guerlain. Nikita Ramic participe, en performance live au projet artistique de Cally Spooner pour Lafayette Anticipations - Fondation d'entreprise Galeries Lafayette, et joue pendant toute la durée de l’exposition  « Faisons de l’Inconnu un allié ». Au terme de ce partenariat,  il enregistre une œuvre contemporaine que la Fondation d’entreprise  Galeries Lafayette présente à la FIAC 2016. La même année, Nikita Ramic joue les Douze études d'exécution transcendante de Franz Liszt  à Versailles.
Nikita Ramic joue aussi à l’étranger, il donne une série de concerts en Serbie (Belgrade, Vranje et Niš), et offre un récital au Palazzo Chigi-Saracini de Sienne.
En 2017 Nikita Ramic donne des concerts pour l’association caritative « les Virtuoses du Cœur » et  joue des concerts dans toute la France. Les 38èmes Estives Musicales Internationales de Louvie-Juzon l’invitent pour jouer les symphonies de Beethoven à deux pianos avec son frère. Nikita Ramic choisit parfois de donner des concerts dans des lieux atypiques, notamment à l'Abbaye de Cassan ou dans plusieurs Universités dans lesquelles il aime rencontrer un nouveau public.
Il sort son premier album intitulé "Rhapsode" en novembre 2018 avec les œuvres de Franz Liszt.

## Discographie
- 2018 : Franz Liszt, Rhapsode : Les Rhapsodies hongroises (Angara Mic)
- 2021 : Bizet, Grieg, Borodin, Rachmaninoff, Gounod, Brahms, Dvořák, Mendelssohn, Bach, Schubert, MOMENTS : Transcriptions pour piano      (Angara Mic)